# Срамни устни
Срамните устни, познати още като лабии (на латински: labia), са анатомични структури, които са част от външните полови органи при жената. Те са основните външно видими части на вулвата. При хората има две двойки срамни устни – големи (външни), които са по-големи и по-дебели, и малки (вътрешни), разположени между външните срамни устни.
Основната роля на срамните устни е да ограждат и предпазват клитора и отвора на вагината и уретрата от външни увреждания.

## Анатомия
Цветът, размерът, дължината и формата на срамните устни могат да се различават значително при различните жени. При някои жени малките срамни устни са почти незабележими, докато при други те могат да бъдат месести и изпъкнали. Те могат да варират по цвят от светлорозови до кафеникаво-черни, а по текстура – между гладки и много набръчкани.

### Големи срамни устни
Големите срамни устни са чифт надлъжни кожни гънки, простиращи се от венериния хълм надолу и назад до перинеума. Всяка една от тях има по две повърхности – външната е пигментирана и покрита с косми, а вътрешната е гладка и с много големи мастни фоликули. Те често имат закръглен вид и са по-дебели в предната си част, там, където те се формират. Двете големи срамни устни са разположени паралелно една спрямо друга, като в зависимост от големината им при някои жени те може да се допират една с друга (като образуват т. нар. срамна цепка), а при други леко да са раздалечени.
При много от жените те могат да се разтварят при сексуална възбуда.

### Малки срамни устни
Малките срамни устни представляват две неокосмени, меки кожни гънки, които се намират от двете страни на женския вагинален отвор и са разположени под големите срамни устни. Те се простират от клитора надолу, встрани и назад от двете страни на венериния хълм. Те са гладки и съдържат многобройни мастни жлези, които не са свързани с космените фоликули. Снабдени са с многобройни сетивни нервни окончания и кръвоносни съдове. В долната им част се намират отворите на Бартолиновите жлези, които изпускат секрет по време на полов контакт.

## Сексуална възбуда и реакция
Срамните устни са едни от ерогенните зони на жената. Малките срамни устни са отговорни за сексуалната възбуда и чувствителността им варира значително при различните жени. При някои жени те са толкова чувствителни, че едно леко докосване може да доведе до възбуда, докато при други стимулацията им не може да предизвика никаква сексуална реакция. Срамните устни могат да бъдат стимулирани сексуално, при полов акт или мастурбация, чрез пръсти или с орален секс. Преместването на малките срамни устни също може да стимулира изключително чувствителния клитор.
По време на сексуална възбуда големите срамни устни се подуват поради увеличения приток на кръв и се оттеглят една от друга, като леко отварят вулвата. Малките срамни устни се насищат с кръв, което ги кара да се разширяват и да увеличат размера си от два до три пъти и да потъмнеят на цвят. Тъй като бременността и раждането увеличават гениталната васкуларност, вътрешните и външните срамни устни ще се насищат с кръв по-бързо при жени, които имат деца.
След период на сексуално стимулиране, малките срамни устни ще се наситят допълнително с кръв приблизително 30 секунди до 3 минути преди оргазма, карайки ги да се зачервят още повече. При жени, които имат деца, големите срамни устни могат да се подуят значително и да станат тъмночервени. Продължителното стимулиране на срамните устни може да доведе до оргазъм, а оргазмичните контракции помагат за отстраняването на кръвта от тях, както и от клитора и други части на вулвата, което води до приятни оргазмични усещания.
След оргазъм или когато жената вече не е сексуално възбудена, срамните устни постепенно се връщат в първоначалното си състояние. Малките срамни устни връщат оригиналния си цвят в рамките на 2 минути, а раздразнението се разсейва за около 5 до 10 минути. Големите срамни устни се връщат в начално състояние за около 1 час.

## Общество и култура
В много култури и места по целия свят, срамните устни, като част от гениталиите, се считат за интимни части, чието показване (особено в обществото) се ръководи от доста строги социално-културни нрави. В много случаи общественото показване е ограничено и често е забранено със закон.
Премахването на срамното окосмяване е често срещано в много културни среди, особено сред по-младите жени. Също така пиърсингът в областта на срамните устни отбелязва нарастваща популярност.

### Срамно окосмяване
Окосмяването на срамните устни се различава между хората и между културите. Някои жени предпочитат външния вид или усещането от срамните косми, докато други могат да изберат да се подложат на частично или пълно обезкосмяване. Временните методи за отстраняване на окосмяването включват бръснене, подстригване и кола маска, докато постоянното премахване на космите може да се осъществи, чрез електролиза или лазерно отстраняване. В Корея срамното окосмяване се счита за признак на плодовитост и води до трансплантации на срамни косми при някои жени.
- Различни видове обезкосмяване на срамните устни

Окосмяването по срамните устни има за функция да предпазва допълнително от навлизането на бактерии и микроорганизми към влагалището. Много специалисти са на мнение, че тоталното обезкосмяване повишава риска от инфекции.

### Влияние на порнографията
Някои жени в западните общества са стеснителни относно размера, цвета или асиметрията на техните срамни устни. Преглеждането на порнография може да повлияе на възгледите на жените за нейните гениталии. Моделите в порнографията често имат малки или несъществуващи малки срамни устни, а изображенията често са обработени и не изобразяват пълната гама от естествени вариации на вулвата. Това може да накара обикновения зрител да добие нереалистични представи за това как трябва да изглеждат срамните устни. Подобно на начина, по който някои жени сравняват лицата и телата си с модели от списания, жените, които сравняват вулвата си с идеализирани порнографски изображения, може да си внушат, че техните собствени срамни устни са ненормални. Това може да има отрицателно въздействие върху живота на жената, тъй като гениталното самосъзнание затруднява сексуалната активност.

### Операционни и козметични промени

#### Лабиопластика
Лабиопластиката е противоречива процедура по пластична хирургия, която създава или преструктурира срамните устни. Тя може да включва реконструкция на големите и на малките срамни устни, както и намаляване или изрязване на обвивката на клитора. До подобна хирургическа намеса прибягват жени най-вече поради естетически причини (в случаите когато смятат че вътрешните им срамни устни са прекалено големи), и в много редки случаи операцията се извършва от медицинска необходимост – проблеми с колоезденето или карането, почистване на дрехите или страдание в сексуалния живот.
Тази процедура е сравнително противопоказна за жени, които имат активно гинекологично заболяване (като инфекция или злокачествено заболяване) и такива които са пушачи и не желаят да спрат пушенето временно или трайно, за да подобрят способността си при заздравяване на раните.

#### Пиърсинг
Пиърсингът на срамните устни е козметичен генитален пиърсинг, обикновено извършван със специална игла при стерилни условия. Той е един от простите и по-често използвани генитални пиърсинги, извършвани от жени.
Различни украшения могат да бъдат поставени в получения отвор, както на малките, така и на големите срамни устни. Както всеки генитален пиърсинг, в зависимост от бижутата и разположението, пиърсингът на срамните устни може да осигури допълнително стимулиране на единия или и на двамата партньори по време на сексуалния контакт.
Възстановяването от пиърсинг на големите срамни устни става по-бавно от това на малките, в зависимост от анатомията на жената. При него често се получава дразнение при контакта с дрехите, породено от постоянните движения. Пиърсингът на външните срамни устни също така е и по-болезнен, защото в тях се намират повече тъкани, които трябва да се пробият. Времето за възстановяване обикновено е около шест до осем седмици. Гениталният пиърсинг на срамните устни може да увеличи техният размер или асиметрия, поради тежестта на орнаментите.

#### Женско обрязване
В няколко страни от Африка и Азия външните женски гениталии рутинно се преправят или отстраняват поради причини, свързани с идеи за традиция, чистота, хигиена или естетика. Различни процедури, известни, като „генитално осакатяване на жените“, включват клитордектомия и така нареченото „фараонно обрязване“, при което вътрешните и външните срамни устни са отстранени, а вулвата е зашита.
Гениталното осакатяване на жени е забранено по целия свят, дори в страни, където тази практика е широко разпространена.
При подобни интервенции често възникват проблеми, причинени от високия риск от инфекция при често нехигиеничните условия на работа. При някои обстоятелства инфекцията може да доведе до смърт.